# 150 (getal)
150 een natuurlijk getal volgend op 149, en voorafgaand aan 151. Voluit wordt het geschreven als honderdvijftig.

## In de wiskunde
- 150 = 2 × 3 × 5²
- 150 = 15 × 10

## Overig
- Het jaar 150 is het 50e jaar in de 2e eeuw volgens de christelijke jaartelling.
- Spoorlijn 150 is een Belgische spoorlijn van Tamines via Aisemont, Mettet, Maredsous, Anhée, Dinant, Anseremme, Houyet, Rochefort naar Jemelle.